# Brussels Cycling Classic 2023
Brussels Cycling Classic 2023 var den 103. udgave af det belgiske cykelløb Brussels Cycling Classic. Det 207,49 km lange linjeløb blev kørt den 4. juni 2023 med start og mål i Bruxelles. Løbet var en del af UCI ProSeries 2023.

## Resultat
| \| Samlede stilling \| Samlede stilling \| Samlede stilling \| Samlede stilling \| Samlede stilling \| \| Rytter \| Rytter \| Hold \| Tid \| \| \| ---------------- \| -------------------- \| ------------------------ \| ---------------- \| ---------------- \| \| 1. \| Arnaud Démare \| Groupama-FDJ \| 4t 41' 51" \| \| \| 2. \| Tobias Lund Andresen \| Team DSM \| + 0" \| \| \| 3. \| Jordi Meeus \| Bora-Hansgrohe \| + 0" \| \| \| 4. \| Biniam Girmay \| Intermarché-Circus-Wanty \| + 0" \| \| \| 5. \| Dries Van Gestel \| TotalEnergies \| + 0" \| \| \| 6. \| Clément Venturini \| AG2R Citroën Team \| + 0" \| \| \| 7. \| Matis Louvel \| Arkéa-Samsic \| + 0" \| \| \| 8. \| Tom Van Asbroeck \| Israel-Premier Tech \| + 0" \| \| \| 9. \| Cedric Beullens \| Lotto Dstny \| + 0" \| \| \| 10. \| Derek Gee \| Israel-Premier Tech \| + 0" \| \| |                      |                          |            |
| |                      |                          |            |
| Kilde: ProCyclingStats |                      |                          |            |
| Samlede stilling |                      |                          |            |
| Rytter | Rytter               | Hold                     | Tid        |
| 1. | Arnaud Démare        | Groupama-FDJ             | 4t 41' 51" |
| 2. | Tobias Lund Andresen | Team DSM                 | + 0"       |
| 3. | Jordi Meeus          | Bora-Hansgrohe           | + 0"       |
| 4. | Biniam Girmay        | Intermarché-Circus-Wanty | + 0"       |
| 5. | Dries Van Gestel     | TotalEnergies            | + 0"       |
| 6. | Clément Venturini    | AG2R Citroën Team        | + 0"       |
| 7. | Matis Louvel         | Arkéa-Samsic             | + 0"       |
| 8. | Tom Van Asbroeck     | Israel-Premier Tech      | + 0"       |
| 9. | Cedric Beullens      | Lotto Dstny              | + 0"       |
| 10. | Derek Gee            | Israel-Premier Tech      | + 0"       |

## Hold og ryttere
| UCI WorldTeams (10)- AG2R Citroën Team - Alpecin-Deceuninck - Bora-Hansgrohe - Cofidis - Groupama-FDJ - Intermarché-Circus-Wanty - Soudal Quick-Step - Arkéa-Samsic - Team DSM - Team Jayco AlUla UCI ProTeams (10)- Bingoal WB - Bolton Equities Black Spoke Pro Cycling - Human Powered Health - Israel-Premier Tech - Lotto Dstny - Q36.5 Pro Cycling Team - Team Corratec-Selle Italia - Team Flanders-Baloise - TotalEnergies - Uno-X Pro Cycling Team |
| |

### Danske ryttere
| Danske ryttere på startlisten |                      |                        |           |
| Rygnummer                     | Rytter               | Hold                   | Placering |
| 82                            | Tobias Lund Andresen | Team DSM               | 2         |
| 155                           | Mads Würtz Schmidt   | Israel-Premier Tech    | DNF       |
| 192                           | Louis Bendixen       | Uno-X Pro Cycling Team | 79        |
| 195                           | William Blume Levy   | Uno-X Pro Cycling Team | 71        |

* DNS = stillede ikke til start

* DNF = gennemførte ikke

### Startliste
| Intermarché-Circus-Wanty ICW | Intermarché-Circus-Wanty ICW | Intermarché-Circus-Wanty ICW |
| ---------------------------- | ---------------------------- | ---------------------------- |
| Nr.                          | Rytter                       | Placering                    |
| 1                            | Biniam Girmay (ERI)          | 4.                           |
| 2                            | Sven Erik Bystrøm (NOR)      | 19.                          |
| 3                            | Aimé De Gendt (BEL)          | 76.                          |
| 4                            | Adrien Petit (FRA)           | 73.                          |
| 5                            | Laurenz Rex (BEL)            | 75.                          |
| 6                            | Dion Smith (NZL)             | 51.                          |
| 7                            | Arne Marit (BEL)             | 23.                          |

| Soudal Quick-Step SOQ | Soudal Quick-Step SOQ        | Soudal Quick-Step SOQ |
| --------------------- | ---------------------------- | --------------------- |
| Nr.                   | Rytter                       | Placering             |
| 11                    | Tim Merlier (BEL) (landevej) | 61.                   |
| 12                    | Pepijn Reinderink (NED)      | DNF                   |
| 13                    | Jannik Steimle (GER)         | 87.                   |
| 14                    | Bert Van Lerberghe (BEL)     | 66.                   |
| 15                    | Stan Van Tricht (BEL)        | 11.                   |
| 16                    | Warre Vangheluwe (BEL)       | DNF                   |
| 17                    | Louis Vervaeke (BEL)         | DNF                   |

| AG2R Citroën Team ACT | AG2R Citroën Team ACT   | AG2R Citroën Team ACT |
| --------------------- | ----------------------- | --------------------- |
| Nr.                   | Rytter                  | Placering             |
| 21                    | Marc Sarreau (FRA)      | DNF                   |
| 22                    | Pierre Gautherat (FRA)  | 30.                   |
| 24                    | Antoine Raugel (FRA)    | DNF                   |
| 25                    | Paul Lapeira (FRA)      | 86.                   |
| 26                    | Andrea Vendrame (ITA)   | 65.                   |
| 27                    | Clément Venturini (FRA) | 6.                    |

| Alpecin-Deceuninck ADC | Alpecin-Deceuninck ADC    | Alpecin-Deceuninck ADC |
| ---------------------- | ------------------------- | ---------------------- |
| Nr.                    | Rytter                    | Placering              |
| 31                     | Dries De Bondt (BEL)      | 72.                    |
| 32                     | Maurice Ballerstedt (GER) | DNF                    |
| 33                     | Robbe Ghys (BEL)          | 20.                    |
| 34                     | Axel Laurance (FRA)       | 25.                    |
| 35                     | Jensen Plowright (AUS)    | DNF                    |
| 36                     | Ayco Bastiaens (BEL)      | DNF                    |
| 37                     | Edward Planckaert (BEL)   | 28.                    |

| Lotto Dstny LTD | Lotto Dstny LTD          | Lotto Dstny LTD |
| --------------- | ------------------------ | --------------- |
| Nr.             | Rytter                   | Placering       |
| 41              | Cedric Beullens (BEL)    | 9.              |
| 42              | Jarrad Drizners (AUS)    | 46.             |
| 43              | Sébastien Grignard (BEL) | 52.             |
| 44              | Arjen Livyns (BEL)       | 67.             |
| 45              | Mathijs Paasschens (NED) | 60.             |
| 46              | Rüdiger Selig (GER)      | 77.             |
| 47              | Tijl De Decker (BEL)     | 85.             |

| Cofidis COF | Cofidis COF            | Cofidis COF |
| ----------- | ---------------------- | ----------- |
| Nr.         | Rytter                 | Placering   |
| 51          | Max Walscheid (GER)    | 24.         |
| 52          | Piet Allegaert (BEL)   | DNF         |
| 53          | André Carvalho (POR)   | 44.         |
| 54          | Wesley Kreder (NED)    | DNF         |
| 55          | Bryan Coquard (FRA)    | 16.         |
| 56          | Jelle Wallays (BEL)    | DNS         |
| 57          | Christophe Noppe (BEL) | 38.         |

| Groupama-FDJ GFC | Groupama-FDJ GFC      | Groupama-FDJ GFC |
| ---------------- | --------------------- | ---------------- |
| Nr.              | Rytter                | Placering        |
| 61               | Arnaud Démare (FRA)   | 1.               |
| 62               | Lewis Askey (GBR)     | 21.              |
| 63               | Enzo Paleni (FRA)     | DNF              |
| 64               | Paul Penhoët (FRA)    | DNF              |
| 65               | Laurence Pithie (NZL) | 27.              |
| 66               | Miles Scotson (AUS)   | 43.              |
| 67               | Bram Welten (NED)     | 69.              |

| Arkéa-Samsic ARK | Arkéa-Samsic ARK      | Arkéa-Samsic ARK |
| ---------------- | --------------------- | ---------------- |
| Nr.              | Rytter                | Placering        |
| 71               | Jenthe Biermans (BEL) | 34.              |
| 72               | David Dekker (NED)    | DNF              |
| 73               | Nacer Bouhanni (FRA)  | DNF              |
| 74               | Matis Louvel (FRA)    | 7.               |
| 75               | Daniel McLay (GBR)    | 64.              |
| 76               | Andrij Ponomar (UKR)  | 54.              |
| 77               | Alan Riou (FRA)       | DNF              |

| Team DSM DSM | Team DSM DSM               | Team DSM DSM |
| ------------ | -------------------------- | ------------ |
| Nr.          | Rytter                     | Placering    |
| 81           | Casper van Uden (NED)      | 80.          |
| 82           | Tobias Lund Andresen (DEN) | 2.           |
| 83           | Pavel Bittner (CZE)        | 35.          |
| 84           | Joost Brinkman (NED)       | DNF          |
| 85           | Vlad Van Mechelen (BEL)    | 40.          |
| 86           | Tim Naberman (NED)         | DNF          |
| 87           | Henri Vandenabeele (BEL)   | DNF          |

| Team Jayco AlUla JAY | Team Jayco AlUla JAY   | Team Jayco AlUla JAY |
| -------------------- | ---------------------- | -------------------- |
| Nr.                  | Rytter                 | Placering            |
| 91                   | Jan Maas (NED)         | 57.                  |
| 92                   | Felix Engelhardt (GER) | 70.                  |
| 93                   | Michael Hepburn (AUS)  | 62.                  |
| 94                   | Kelland O'Brien (AUS)  | 18.                  |
| 95                   | Blake Quick (AUS)      | DNF                  |
| 96                   | Campbell Stewart (NZL) | 47.                  |

| Bora-Hansgrohe BOH | Bora-Hansgrohe BOH     | Bora-Hansgrohe BOH |
| ------------------ | ---------------------- | ------------------ |
| Nr.                | Rytter                 | Placering          |
| 101                | Jordi Meeus (BEL)      | 3.                 |
| 102                | Shane Archbold (NZL)   | DNF                |
| 103                | Jonas Koch (GER)       | 22.                |
| 105                | Florian Lipowitz (GER) | 59.                |
| 106                | Luis-Joe Lührs (GER)   | DNF                |

| Bolton Equities Black Spoke Pro Cycling BEB | Bolton Equities Black Spoke Pro Cycling BEB | Bolton Equities Black Spoke Pro Cycling BEB |
| ------------------------------------------- | ------------------------------------------- | ------------------------------------------- |
| Nr.                                         | Rytter                                      | Placering                                   |
| 111                                         | Matthew Bostock (GBR)                       | DNF                                         |
| 112                                         | Josh Burnett (NZL)                          | DNF                                         |
| 113                                         | Ryan Christensen (NZL)                      | 63.                                         |
| 114                                         | Ollie Jones (NZL)                           | DNS                                         |
| 115                                         | Bailey O'Donnell (NZL)                      | DNF                                         |
| 116                                         | Jacob Scott (GBR)                           | DNF                                         |
| 117                                         | Rory Townsend (IRL) (landevej)              | 26.                                         |

| Team Corratec-Selle Italia COR | Team Corratec-Selle Italia COR | Team Corratec-Selle Italia COR |
| ------------------------------ | ------------------------------ | ------------------------------ |
| Nr.                            | Rytter                         | Placering                      |
| 121                            | Attilio Viviani (ITA)          | 53.                            |
| 122                            | Antonio Barać (CRO)            | DNF                            |
| 123                            | Alexander Konysjev (ITA)       | 68.                            |
| 124                            | Giulio Masotto (ITA)           | DNF                            |
| 125                            | Jan Stöckli (SUI)              | DNF                            |
| 126                            | Etienne van Empel (NED)        | 55.                            |
| 127                            | Samuele Zambelli (ITA)         | 32.                            |

| Human Powered Health HPM | Human Powered Health HPM       | Human Powered Health HPM |
| ------------------------ | ------------------------------ | ------------------------ |
| Nr.                      | Rytter                         | Placering                |
| 131                      | Stanisław Aniołkowski (POL)    | 41.                      |
| 132                      | Alan Banaszek (POL)            | DNF                      |
| 133                      | Charles-Étienne Chrétien (CAN) | DNF                      |
| 134                      | Wessel Krul (NED)              | DNF                      |
| 135                      | Scott McGill (USA)             | 84.                      |
| 136                      | Gijs Van Hoecke (BEL)          | 83.                      |
| 137                      | Matthew Gibson (GBR)           | DNF                      |

| Bingoal WB BWB | Bingoal WB BWB                 | Bingoal WB BWB |
| -------------- | ------------------------------ | -------------- |
| Nr.            | Rytter                         | Placering      |
| 141            | Louis Blouwe (BEL)             | DNF            |
| 142            | Ceriel Desal (BEL)             | 45.            |
| 143            | Johan Meens (BEL)              | 58.            |
| 144            | Ludovic Robeet (BEL)           | 17.            |
| 145            | Dimitri Peyskens (BEL)         | 48.            |
| 146            | Guillaume Van Keirsbulck (BEL) | DNF            |
| 147            | Kenneth Van Rooy (BEL)         | 36.            |

| Israel-Premier Tech IPT | Israel-Premier Tech IPT  | Israel-Premier Tech IPT |
| ----------------------- | ------------------------ | ----------------------- |
| Nr.                     | Rytter                   | Placering               |
| 151                     | Giacomo Nizzolo (ITA)    | DNF                     |
| 152                     | Derek Gee (CAN)          | 10.                     |
| 153                     | Guy Sagiv (ISR)          | DNF                     |
| 154                     | Jens Reynders (BEL)      | DNF                     |
| 155                     | Mads Würtz Schmidt (DEN) | DNF                     |
| 156                     | Tom Van Asbroeck (BEL)   | 8.                      |
| 157                     | Rick Zabel (GER)         | 50.                     |

| Q36.5 Pro Cycling Team Q36 | Q36.5 Pro Cycling Team Q36 | Q36.5 Pro Cycling Team Q36 |
| -------------------------- | -------------------------- | -------------------------- |
| Nr.                        | Rytter                     | Placering                  |
| 161                        | Matteo Moschetti (ITA)     | DNF                        |
| 162                        | Jack Bauer (NZL)           | 49.                        |
| 163                        | Fabio Christen (SUI)       | 37.                        |
| 164                        | Nicolò Parisini (ITA)      | 12.                        |
| 165                        | Antonio Puppio (ITA)       | DNF                        |
| 166                        | Szymon Sajnok (POL)        | DNF                        |
| 167                        | Nickolas Zukowsky (CAN)    | 33.                        |

| Team Flanders-Baloise TFB | Team Flanders-Baloise TFB | Team Flanders-Baloise TFB |
| ------------------------- | ------------------------- | ------------------------- |
| Nr.                       | Rytter                    | Placering                 |
| 171                       | Vito Braet (BEL)          | DNF                       |
| 172                       | Alex Colman (BEL)         | 81.                       |
| 173                       | Sander De Pestel (BEL)    | DNF                       |
| 174                       | Milan Fretin (BEL)        | 31.                       |
| 175                       | Gilles De Wilde (BEL)     | 42.                       |
| 176                       | Elias Maris (BEL)         | 78.                       |
| 177                       | Ward Vanhoof (BEL)        | 82.                       |

| TotalEnergies TEN | TotalEnergies TEN       | TotalEnergies TEN |
| ----------------- | ----------------------- | ----------------- |
| Nr.               | Rytter                  | Placering         |
| 181               | Thomas Bonnet (FRA)     | 15.               |
| 182               | Sandy Dujardin (FRA)    | 74.               |
| 183               | Émilien Jeannière (FRA) | 39.               |
| 184               | Lorrenzo Manzin (FRA)   | DNF               |
| 185               | Geoffrey Soupe (FRA)    | 56.               |
| 186               | Anthony Turgis (FRA)    | DNF               |
| 187               | Dries Van Gestel (BEL)  | 5.                |

| Uno-X Pro Cycling Team UXT | Uno-X Pro Cycling Team UXT  | Uno-X Pro Cycling Team UXT |
| -------------------------- | --------------------------- | -------------------------- |
| Nr.                        | Rytter                      | Placering                  |
| 191                        | Jonas Abrahamsen (NOR)      | 14.                        |
| 192                        | Louis Bendixen (DEN)        | 79.                        |
| 193                        | Erlend Blikra (NOR)         | DNF                        |
| 194                        | Stian Fredheim (NOR)        | DNF                        |
| 195                        | William Blume Levy (DEN)    | 71.                        |
| 196                        | Erik Nordsæter Resell (NOR) | 13.                        |
| 197                        | Søren Wærenskjold (NOR)     | 29.                        |

| Intermarché-Circus-Wanty ICW | Intermarché-Circus-Wanty ICW | Intermarché-Circus-Wanty ICW |
| ---------------------------- | ---------------------------- | ---------------------------- |
| Nr.                          | Rytter                       | Placering                    |
| 1                            | Biniam Girmay (ERI)          | 4.                           |
| 2                            | Sven Erik Bystrøm (NOR)      | 19.                          |
| 3                            | Aimé De Gendt (BEL)          | 76.                          |
| 4                            | Adrien Petit (FRA)           | 73.                          |
| 5                            | Laurenz Rex (BEL)            | 75.                          |
| 6                            | Dion Smith (NZL)             | 51.                          |
| 7                            | Arne Marit (BEL)             | 23.                          |

| Soudal Quick-Step SOQ | Soudal Quick-Step SOQ        | Soudal Quick-Step SOQ |
| --------------------- | ---------------------------- | --------------------- |
| Nr.                   | Rytter                       | Placering             |
| 11                    | Tim Merlier (BEL) (landevej) | 61.                   |
| 12                    | Pepijn Reinderink (NED)      | DNF                   |
| 13                    | Jannik Steimle (GER)         | 87.                   |
| 14                    | Bert Van Lerberghe (BEL)     | 66.                   |
| 15                    | Stan Van Tricht (BEL)        | 11.                   |
| 16                    | Warre Vangheluwe (BEL)       | DNF                   |
| 17                    | Louis Vervaeke (BEL)         | DNF                   |

| AG2R Citroën Team ACT | AG2R Citroën Team ACT   | AG2R Citroën Team ACT |
| --------------------- | ----------------------- | --------------------- |
| Nr.                   | Rytter                  | Placering             |
| 21                    | Marc Sarreau (FRA)      | DNF                   |
| 22                    | Pierre Gautherat (FRA)  | 30.                   |
| 24                    | Antoine Raugel (FRA)    | DNF                   |
| 25                    | Paul Lapeira (FRA)      | 86.                   |
| 26                    | Andrea Vendrame (ITA)   | 65.                   |
| 27                    | Clément Venturini (FRA) | 6.                    |

| Alpecin-Deceuninck ADC | Alpecin-Deceuninck ADC    | Alpecin-Deceuninck ADC |
| ---------------------- | ------------------------- | ---------------------- |
| Nr.                    | Rytter                    | Placering              |
| 31                     | Dries De Bondt (BEL)      | 72.                    |
| 32                     | Maurice Ballerstedt (GER) | DNF                    |
| 33                     | Robbe Ghys (BEL)          | 20.                    |
| 34                     | Axel Laurance (FRA)       | 25.                    |
| 35                     | Jensen Plowright (AUS)    | DNF                    |
| 36                     | Ayco Bastiaens (BEL)      | DNF                    |
| 37                     | Edward Planckaert (BEL)   | 28.                    |

| Lotto Dstny LTD | Lotto Dstny LTD          | Lotto Dstny LTD |
| --------------- | ------------------------ | --------------- |
| Nr.             | Rytter                   | Placering       |
| 41              | Cedric Beullens (BEL)    | 9.              |
| 42              | Jarrad Drizners (AUS)    | 46.             |
| 43              | Sébastien Grignard (BEL) | 52.             |
| 44              | Arjen Livyns (BEL)       | 67.             |
| 45              | Mathijs Paasschens (NED) | 60.             |
| 46              | Rüdiger Selig (GER)      | 77.             |
| 47              | Tijl De Decker (BEL)     | 85.             |

| Cofidis COF | Cofidis COF            | Cofidis COF |
| ----------- | ---------------------- | ----------- |
| Nr.         | Rytter                 | Placering   |
| 51          | Max Walscheid (GER)    | 24.         |
| 52          | Piet Allegaert (BEL)   | DNF         |
| 53          | André Carvalho (POR)   | 44.         |
| 54          | Wesley Kreder (NED)    | DNF         |
| 55          | Bryan Coquard (FRA)    | 16.         |
| 56          | Jelle Wallays (BEL)    | DNS         |
| 57          | Christophe Noppe (BEL) | 38.         |

| Groupama-FDJ GFC | Groupama-FDJ GFC      | Groupama-FDJ GFC |
| ---------------- | --------------------- | ---------------- |
| Nr.              | Rytter                | Placering        |
| 61               | Arnaud Démare (FRA)   | 1.               |
| 62               | Lewis Askey (GBR)     | 21.              |
| 63               | Enzo Paleni (FRA)     | DNF              |
| 64               | Paul Penhoët (FRA)    | DNF              |
| 65               | Laurence Pithie (NZL) | 27.              |
| 66               | Miles Scotson (AUS)   | 43.              |
| 67               | Bram Welten (NED)     | 69.              |

| Arkéa-Samsic ARK | Arkéa-Samsic ARK      | Arkéa-Samsic ARK |
| ---------------- | --------------------- | ---------------- |
| Nr.              | Rytter                | Placering        |
| 71               | Jenthe Biermans (BEL) | 34.              |
| 72               | David Dekker (NED)    | DNF              |
| 73               | Nacer Bouhanni (FRA)  | DNF              |
| 74               | Matis Louvel (FRA)    | 7.               |
| 75               | Daniel McLay (GBR)    | 64.              |
| 76               | Andrij Ponomar (UKR)  | 54.              |
| 77               | Alan Riou (FRA)       | DNF              |

| Team DSM DSM | Team DSM DSM               | Team DSM DSM |
| ------------ | -------------------------- | ------------ |
| Nr.          | Rytter                     | Placering    |
| 81           | Casper van Uden (NED)      | 80.          |
| 82           | Tobias Lund Andresen (DEN) | 2.           |
| 83           | Pavel Bittner (CZE)        | 35.          |
| 84           | Joost Brinkman (NED)       | DNF          |
| 85           | Vlad Van Mechelen (BEL)    | 40.          |
| 86           | Tim Naberman (NED)         | DNF          |
| 87           | Henri Vandenabeele (BEL)   | DNF          |

| Team Jayco AlUla JAY | Team Jayco AlUla JAY   | Team Jayco AlUla JAY |
| -------------------- | ---------------------- | -------------------- |
| Nr.                  | Rytter                 | Placering            |
| 91                   | Jan Maas (NED)         | 57.                  |
| 92                   | Felix Engelhardt (GER) | 70.                  |
| 93                   | Michael Hepburn (AUS)  | 62.                  |
| 94                   | Kelland O'Brien (AUS)  | 18.                  |
| 95                   | Blake Quick (AUS)      | DNF                  |
| 96                   | Campbell Stewart (NZL) | 47.                  |

| Bora-Hansgrohe BOH | Bora-Hansgrohe BOH     | Bora-Hansgrohe BOH |
| ------------------ | ---------------------- | ------------------ |
| Nr.                | Rytter                 | Placering          |
| 101                | Jordi Meeus (BEL)      | 3.                 |
| 102                | Shane Archbold (NZL)   | DNF                |
| 103                | Jonas Koch (GER)       | 22.                |
| 105                | Florian Lipowitz (GER) | 59.                |
| 106                | Luis-Joe Lührs (GER)   | DNF                |

| Bolton Equities Black Spoke Pro Cycling BEB | Bolton Equities Black Spoke Pro Cycling BEB | Bolton Equities Black Spoke Pro Cycling BEB |
| ------------------------------------------- | ------------------------------------------- | ------------------------------------------- |
| Nr.                                         | Rytter                                      | Placering                                   |
| 111                                         | Matthew Bostock (GBR)                       | DNF                                         |
| 112                                         | Josh Burnett (NZL)                          | DNF                                         |
| 113                                         | Ryan Christensen (NZL)                      | 63.                                         |
| 114                                         | Ollie Jones (NZL)                           | DNS                                         |
| 115                                         | Bailey O'Donnell (NZL)                      | DNF                                         |
| 116                                         | Jacob Scott (GBR)                           | DNF                                         |
| 117                                         | Rory Townsend (IRL) (landevej)              | 26.                                         |

| Team Corratec-Selle Italia COR | Team Corratec-Selle Italia COR | Team Corratec-Selle Italia COR |
| ------------------------------ | ------------------------------ | ------------------------------ |
| Nr.                            | Rytter                         | Placering                      |
| 121                            | Attilio Viviani (ITA)          | 53.                            |
| 122                            | Antonio Barać (CRO)            | DNF                            |
| 123                            | Alexander Konysjev (ITA)       | 68.                            |
| 124                            | Giulio Masotto (ITA)           | DNF                            |
| 125                            | Jan Stöckli (SUI)              | DNF                            |
| 126                            | Etienne van Empel (NED)        | 55.                            |
| 127                            | Samuele Zambelli (ITA)         | 32.                            |

| Human Powered Health HPM | Human Powered Health HPM       | Human Powered Health HPM |
| ------------------------ | ------------------------------ | ------------------------ |
| Nr.                      | Rytter                         | Placering                |
| 131                      | Stanisław Aniołkowski (POL)    | 41.                      |
| 132                      | Alan Banaszek (POL)            | DNF                      |
| 133                      | Charles-Étienne Chrétien (CAN) | DNF                      |
| 134                      | Wessel Krul (NED)              | DNF                      |
| 135                      | Scott McGill (USA)             | 84.                      |
| 136                      | Gijs Van Hoecke (BEL)          | 83.                      |
| 137                      | Matthew Gibson (GBR)           | DNF                      |

| Bingoal WB BWB | Bingoal WB BWB                 | Bingoal WB BWB |
| -------------- | ------------------------------ | -------------- |
| Nr.            | Rytter                         | Placering      |
| 141            | Louis Blouwe (BEL)             | DNF            |
| 142            | Ceriel Desal (BEL)             | 45.            |
| 143            | Johan Meens (BEL)              | 58.            |
| 144            | Ludovic Robeet (BEL)           | 17.            |
| 145            | Dimitri Peyskens (BEL)         | 48.            |
| 146            | Guillaume Van Keirsbulck (BEL) | DNF            |
| 147            | Kenneth Van Rooy (BEL)         | 36.            |

| Israel-Premier Tech IPT | Israel-Premier Tech IPT  | Israel-Premier Tech IPT |
| ----------------------- | ------------------------ | ----------------------- |
| Nr.                     | Rytter                   | Placering               |
| 151                     | Giacomo Nizzolo (ITA)    | DNF                     |
| 152                     | Derek Gee (CAN)          | 10.                     |
| 153                     | Guy Sagiv (ISR)          | DNF                     |
| 154                     | Jens Reynders (BEL)      | DNF                     |
| 155                     | Mads Würtz Schmidt (DEN) | DNF                     |
| 156                     | Tom Van Asbroeck (BEL)   | 8.                      |
| 157                     | Rick Zabel (GER)         | 50.                     |

| Q36.5 Pro Cycling Team Q36 | Q36.5 Pro Cycling Team Q36 | Q36.5 Pro Cycling Team Q36 |
| -------------------------- | -------------------------- | -------------------------- |
| Nr.                        | Rytter                     | Placering                  |
| 161                        | Matteo Moschetti (ITA)     | DNF                        |
| 162                        | Jack Bauer (NZL)           | 49.                        |
| 163                        | Fabio Christen (SUI)       | 37.                        |
| 164                        | Nicolò Parisini (ITA)      | 12.                        |
| 165                        | Antonio Puppio (ITA)       | DNF                        |
| 166                        | Szymon Sajnok (POL)        | DNF                        |
| 167                        | Nickolas Zukowsky (CAN)    | 33.                        |

| Team Flanders-Baloise TFB | Team Flanders-Baloise TFB | Team Flanders-Baloise TFB |
| ------------------------- | ------------------------- | ------------------------- |
| Nr.                       | Rytter                    | Placering                 |
| 171                       | Vito Braet (BEL)          | DNF                       |
| 172                       | Alex Colman (BEL)         | 81.                       |
| 173                       | Sander De Pestel (BEL)    | DNF                       |
| 174                       | Milan Fretin (BEL)        | 31.                       |
| 175                       | Gilles De Wilde (BEL)     | 42.                       |
| 176                       | Elias Maris (BEL)         | 78.                       |
| 177                       | Ward Vanhoof (BEL)        | 82.                       |

| TotalEnergies TEN | TotalEnergies TEN       | TotalEnergies TEN |
| ----------------- | ----------------------- | ----------------- |
| Nr.               | Rytter                  | Placering         |
| 181               | Thomas Bonnet (FRA)     | 15.               |
| 182               | Sandy Dujardin (FRA)    | 74.               |
| 183               | Émilien Jeannière (FRA) | 39.               |
| 184               | Lorrenzo Manzin (FRA)   | DNF               |
| 185               | Geoffrey Soupe (FRA)    | 56.               |
| 186               | Anthony Turgis (FRA)    | DNF               |
| 187               | Dries Van Gestel (BEL)  | 5.                |

| Uno-X Pro Cycling Team UXT | Uno-X Pro Cycling Team UXT  | Uno-X Pro Cycling Team UXT |
| -------------------------- | --------------------------- | -------------------------- |
| Nr.                        | Rytter                      | Placering                  |
| 191                        | Jonas Abrahamsen (NOR)      | 14.                        |
| 192                        | Louis Bendixen (DEN)        | 79.                        |
| 193                        | Erlend Blikra (NOR)         | DNF                        |
| 194                        | Stian Fredheim (NOR)        | DNF                        |
| 195                        | William Blume Levy (DEN)    | 71.                        |
| 196                        | Erik Nordsæter Resell (NOR) | 13.                        |
| 197                        | Søren Wærenskjold (NOR)     | 29.                        |